# Rachel Reeves
Rachel Jane Reeves(nascida em 13 de fevereiro de 1979) é uma política britânica que atualmente servindo como Chanceler do Tesouro desde julho de 2024 